# Reynaldo Gianecchini

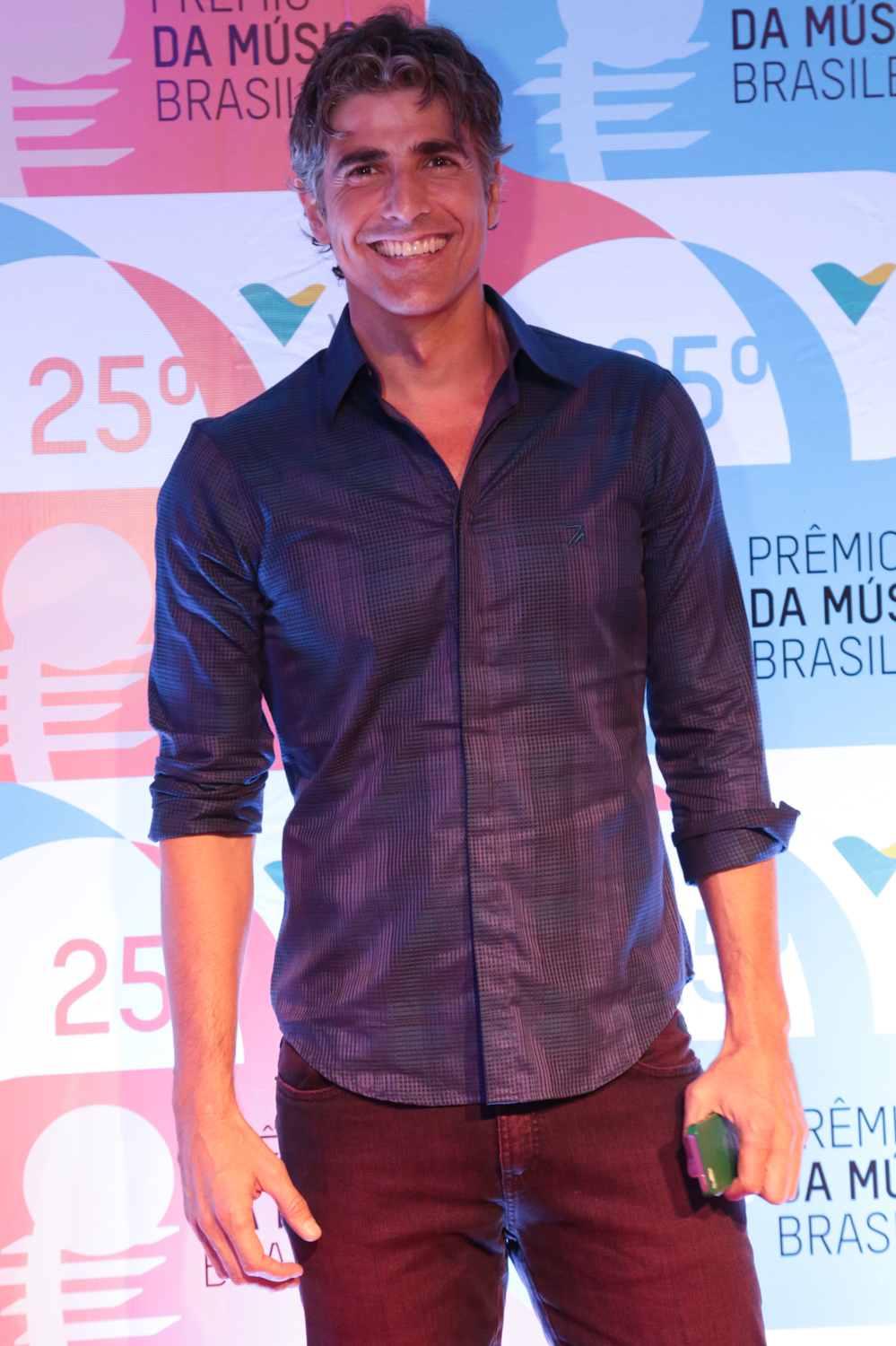
Reynaldo Gianecchini

Reynaldo Cisotto Gianecchini Júnior (n. 12 noiembrie 1972) este un actor brazilian.

## Filmografie

### Televiziune
- 2000 - Laços de Família .... Eduardo de Albuquerque Monteiro Fernandes (Edu)
- 2001 - Sítio do Pica Pau Amarelo, A Festa da Cuca .... Cláudio
- 2001 - As Filhas da Mãe .... Ricardo Brandão
- 2002 - Sai de Baixo, O Último Golpe do Arouche .... Marlon Brandson
- 2002 - Esperança .... Tony
- 2003 - Casseta & Planeta .... Dr. Gianecologista
- 2003 - Mulheres Apaixonadas .... Ricardo
- 2004 - Da Cor do Pecado .... Paco Lambertini/Apolo Sardinha
- 2005 - A História de Rosa .... Zeca
- 2005 - Belíssima .... Pascoal da Silva
- 2007 - A Diarista .... Henrique
- 2007 - Sete Pecados .... Dante Florentino
- 2008 - O Natal do Menino Imperador .... D. Pedro I
- 2010 - Passione .... Frederico Lobato
- 2012 - Guerra dos Sexos .... Nando Cardoso

### Cinema
- 2002 - Avassaladoras .... Thiago
- 2007 - Primo Basílio .... Jorge
- 2008 - Sexo com Amor? .... Rafael
- 2009 - Entre Lençóis .... Roberto
- 2009 - Divã .... Theo
- 2009 - Flordelis - Basta uma palavra para mudar